# Ngoại Bính
Ngoại Bính (chữ Hán: 外丙; nguyên nhân qua đời không xác định), tên thật Tử Thăng (子胜), là vị vua thứ hai của nhà Thương trong lịch sử Trung Quốc.

## Thân thế
Ngoại Bính là con thứ của Thành Thang (成湯) – vua khai quốc nhà Thương.

## Trị vì
Theo Sử ký Tư Mã Thiên, năm 1761 TCN, Thành Thang qua đời và vì thái tử Thái Đinh (太丁) mất sớm trước Thành Thang, con của Thái Đinh là Thái Giáp (太甲) còn ít tuổi nên đại thần Y Doãn (伊尹) lập Ngoại Bính lên ngôi. Y Doãn làm phụ chính, còn kinh đô được chuyển về đất Bạc (亳)
Ngoại Bính ở ngôi không lâu. Sử sách không chép rõ các sự kiện xảy ra trong thời gian ngắn ngủi đó.
Năm 1758 TCN, Ngoại Bính qua đời. Ông làm vua tất cả hai năm. Y Doãn lại lập em Ngoại Bính là Trọng Nhâm lên ngôi (仲壬) .
Giáp cốt văn khai quật tại Ân Khư thì lại ghi ông là vua thứ tư của nhà Thương, con trai thứ hai của Thái Đinh và được nối ngôi bởi Thái Canh (太庚) .